# Cyclosternum
Genre
Synonymes
- Chaetorhombus Ausserer, 1871
- Adranochelia Simon, 1889
- Dryptopelma Simon, 1889

Cyclosternum est un genre d'araignées mygalomorphes de la famille des Theraphosidae.

## Distribution
Les espèces de ce genre se rencontrent en Amérique du Sud et en Amérique centrale.

## Liste des espèces
Selon World Spider Catalog (version 23.5, 11/08/2022) :
- Cyclosternum darienense Gabriel & Sherwood, 2022
- Cyclosternum familiare (Simon, 1889)
- Cyclosternum garbei (Mello-Leitão, 1923)
- Cyclosternum gaujoni Simon, 1889
- Cyclosternum janthinum (Simon, 1889)
- Cyclosternum kochi (Ausserer, 1871)
- Cyclosternum ledezmae (Vol, 2001)
- Cyclosternum palomeranum West, 2000
- Cyclosternum rufohirtum (Simon, 1889)
- Cyclosternum schmardae Ausserer, 1871
- Cyclosternum spinopalpus (Schaefer, 1996)
- Cyclosternum viridimonte Valerio, 1982

## Systématique et taxinomie
Ce genre a été décrit par Ausserer en 1871 dans les Theraphosidae.
Chaetorhombus et Adranochelia ont été placés en synonymie par Raven en 1985.
Dryptopelma a été placé en synonymie par Pérez-Miles, Lucas, Silva Jr. et Bertani en 1996.

## Publication originale
- Ausserer, 1871 : « Beiträge zur Kenntniss der Arachniden-Familie der Territelariae Thorell (Mygalidae Autor). » Verhandllungen der Kaiserlich-Kongiglichen Zoologish-Botanischen Gesellschaft in Wien, vol. 21, p. 117-224 (texte intégral).